# Humbucker

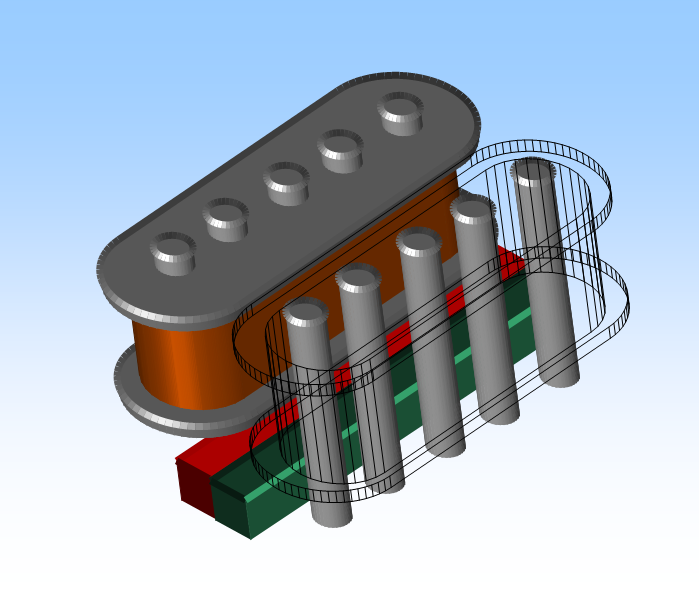
Humbucker là một bộ pickup kép. Trong sơ đồ là bộ bôbin 5 của Fender.

Humbucker (tiếng Mỹ: /hʌmˈbʌkɜr/) là một kiểu pickup từ tính gồm hai cuộn dây, giúp cho guitar điện tử phát ra thanh âm không có tiếng ồn. Tên đầy đủ của nó là "humbucking pickup", do Ted McCarty và Seth Lover cùng một số người khác của hãng Gibson (Gibson Guitar Corporation) phát minh và chế tạo đầu tiên từ những năm 1950 của thế kỉ trước. Hệ thống hai cuộn dây cùng hoạt động điện từ giúp guitar điện tạo ra thanh âm không có tiếng "vo ve" so với một cuộn dây, đã được lắp đặt trên chiếc guitar điện tử đầu tiên mang tên Gibson Les Paul và phát triển đến tận ngày nay.

## Lược sử
- George Beauchamp là người đầu tiên phát minh ra pickup, tạo ra nhạc cụ tiền thân của guitar điện tử có biệt danh "cái chảo". Loại pickup này là bộ cảm biến một cuộn dây, gồm một nam châm hình chữ “U” (hình móng ngựa) với một cuộn dây, nên còn gọi là pickup móng ngựa.[5][6]
- Tuy nhiên trong quá trình nghiên cứu và thí nghiệm của hãng Gibson, thì kiểu này dễ bị nhiễu điện từ, sinh ra tiếng ồn ở tần số 50 Hz / 60 Hz, như tiếng "vo ve" rất nhỏ của côn trùng. Để khắc phục, kỹ sư Seth Lover của Gibson chế tạo một cặp pickup đặt cạnh nhau, nhưng nam châm thứ hai đảo ngược lại so với nam châm thứ nhất, còn các cuộn dây được kết nối nhau, nên tạo ra hiện tượng lệch pha, từ đó loại bỏ các tiếng ồn. Kiểu này được gọi là humbucking pickup, nghĩa đen là cảm biến (pickup) loại bỏ (buckle) tiếng ồn (hum).[5][7] Gọi tắt là humbucker (bộ lọc ồn).
- Bộ cảm biến lọc tiếng ồn này được lắp đặt trên rất nhiều kiểu guitar điện tử, kể cả của hãng Gibson Hoa Kỳ, lẫn Yamaha Nhật Bản hay Fender Stratocaster.[8]

## Nguyên lí hoạt động
- Ở dạng đơn giản nhất, mỗi pickup gồm một lõi nam châm được cuốn quanh bởi cuộn dây đồng, tạo thành một bôbin  (bobbin). Khi nối cuộn dây với nguồn điện thích hợp, bôbin phát sinh từ trường, nhưng không biến đổi, gọi là từ trường đều (B) với các đường sức ổn định.[8]
- Khi từ trường B bị biến đổi, chẳng hạn do xuất hiện một dây sắt nhiễm từ, thì thông lượng đường sức biến đổi theo, tạo nên từ thông. Nếu từ thông này lại bị thay đổi (do dây sắt chuyển động trong phạm vi có từ trường) thì làm xuất hiện dòng điện trong cuộn dây đồng ở bôbin. Đó là hiện tượng cảm ứng điện từ, có thể phát hiện bằng điện kế, hoặc nếu nối cuộn dây ở bôbin với một loa điện, sẽ phát ra âm thanh.[9][10]
- Do đó, nếu lắp bôbin này vào đàn guitar dùng dây sắt, thì chuyển động của dây trong phạm vi từ thông biến đổi sẽ phát sinh ra các xung điện tương ứng, tạo ra âm thanh tương ứng ở loa. Đó chính là pickup đơn. Loại này phát sinh ra tiếng ồn nhỏ.
- Khi lắp hai pickup đơn nối với nhau và đảo chiều, thì tiếng ồn được triệt tiêu. Đó là pickup kép mà người Mỹ gọi là humbucking pickup, gọi tắt là humbucker. Dạng nhỏ (mini) của kiểu này do hãng Gibson sản xuất, mang bằng sáng chế N° 2.737.842 (xem hình).

## Các kiểu thường dùng

### Mini humbucker
[[Tập tin:Gibson Les Paul Deluxe Mini-Humbuckers (Patent No. 2,737,842) rear side & cover removed.jpg|nhỏ|Một kiểu Mini-Humbucker của hãng Gibson.]
]Kiểu này có kích thước nhỏ gọn, thường dùng lắp vào các guitar có mặt đàn nhỏ hoặc guitar thân đặc cổ điển (muốn nâng cấp), bởi vì lắp đặt các bộ PK kích thước đầy đủ sẽ hoặc là không đủ chỗ, hoặc là phải cắt bỏ bộ phận nào đó dễ làm xấu và hư hỏng nhạc cụ không thể chấp nhận được, đặc biệt là đối với những cây guitar cổ điển đắt tiền. Do đó, nhiều nhà sản xuất xe bán tải hiện nay đã sản xuất những chiếc xe bán tải nhỏ gọn với kích thước chỉ bằng một cuộn dây.

### Ray
Kiểu này được gọi bằng tiếng Anh là "rail humbuckers" vì như một đường ray nhỏ chỉ có một nam châm trải dài trên phía dưới chiều rộng dây của guitar. Do vậy, nó không có các đầu bôbin nhô lên, tương ứng với các cuộn dây. Nghệ sĩ Dimebag Darrell đã sử dụng kiểu này và thường bố trí hơn một bộ ở gần cầu đàn.

### Pickup có cuộn dây chồng nhau

Nguyên lý của stacked coils

Kiểu này được gọi bằng tiếng Anh là "stacked coils", thực chất là humbucker có hai bôbin nhưng xếp chồng lên nhau. Tuy nhiên cấu trúc được đơn giản hoá vì một trong hai cuộn dây không có nam châm, nên tín hiệu đảo ngược của cuộn dây này chỉ phục vụ để loại bỏ tiếng ồn mà cuộn dây kia thu được, chứ không khuyếch đại thêm. Kiểu này thường được sử dụng trên guitar bass.